# Jacqueline de Guillenchmidt
Jacqueline de Guillenchmidt (Geburtsname: Jacqueline Barbara de Labelotterie de Boisséson; * 25. September 1943 in Peking) ist eine französische Juristin und Verwaltungsbeamtin, die unter anderem zwischen 2004 und 2013 Mitglied des Verfassungsgerichts (Court constitutionnel) war.

## Leben

### Studium, Rechtsanwältin und Richterin
Jacqueline Barbara de Labelotterie de Boisséson ist die Tochter des Diplomaten Robert Barbara de Labelotterie de Boisséson, der unter anderem zwischen 1957 und 1960 Botschafter in Chile, von 1960 bis 1964 Botschafter im Libanon sowie zuletzt zwischen 1964 und 1970 Botschafter in Spanien war.
Nach dem Schulbesuch studierte sie zunächst am renommierten Institut für politische Studien SciencesPo (Institut d’études politiques de Paris), das sie ebenfalls mit einem Diplom abschloss. Ihre berufliche Laufbahn begann sie 1965 als Attachée in einem Zeitvertrag im Außenministerium und war danach zwischen 1966 und 1969 als Attachée mit einem Zeitvertrag beim Stadtrat von Paris beschäftigt, ehe sie von 1970 bis 1971 Wissenschaftliche Assistentin in der Abteilung für Lateinamerika beim Institut international d’administration publique war.
Daneben absolvierte sie ein Studium der Rechtswissenschaften, das sie mit dem Titel als Maîtrise en Droit beendete. Nach ihrer anwaltlichen Zulassung arbeitete sie zehn Jahre lang von 1972 bis 1982 als Rechtsanwältin in Paris.
Danach war sie zwischen 1982 und 1985 als Ermittlungsrichterin (Juge d’instruction) am Landgericht (Tribunal de Grande Instance) von Pontoise.

### Ministerialbeamtin, Mitglied desConseil d’État
1985 trat Jacqueline de Guillenchmidt als Mitarbeiterin in das Justizministerium ein, und war dort zuerst Richterin in der allgemeinen Verwaltung und anschließend von 1989 bis 1992 Referatsleiterin für Handelsrecht, ehe sie zwischen 1992 und 1993 Referatsleiterin für die Reglementierung von Berufen in der Abteilung für Zivil- und Beglaubigungsangelegenheiten des Justizministeriums war. Im Anschluss war sie von 1993 bis 1994 Technische Beraterin und danach bis 1995 stellvertretende Kabinettschefin von Justizminister und Siegelbewahrer Pierre Méhaignerie.
1995 wurde Jacqueline du Guillenchmidt Mitglied des Staatsrates (Conseil d’État) und fungierte als solche zwischen 1995 sowohl als Präsidentin der Kommission für die Aufsicht und Überwachung von Kinder- und Jugendbücher als auch als Präsidentin der Kommission für öffentliche Zuschüsse für den Rundfunk. Im Anschluss war sie von 1999 bis 2004 Mitglied der Regulierungsbehörde für elektronische Medien CSA (Conseil supérieur de l’audiovisuel).
Am 24. Februar 2004 wurde Jacqueline du Guillenchmidt vom Präsidenten des Senats Christian Poncelet für eine neunjährige Amtszeit zum Mitglied des Verfassungsgerichts, des Court constitutionnel, nominiert. Die Funktion bekleidete sie vom 10. März 2004 bis zum 10. März 2013.
Für ihre langjährigen Verdienste wurde sie am 3. Juli 2000 zum Ritter sowie am 12. April 2009 zur Offizierin der Ehrenlegion ernannt. Darüber hinaus wurde sie mit dem Ritterkreuz des Ordre national du Mérite sowie dem Ritterkreuz des Ordre des Palmes Académiques und des Ordre du Mérite agricole geehrt.
Jacqueline Barbara de Labelotterie de Boisséson ist mit dem Juristen Michel de Guillenchmidt verheiratet, der unter anderem ebenfalls Mitglied des Staatsrates war sowie eine Professur für Verfassungsrecht an der Universität Paris V innehatte.